# Hugo Günther
Hugo Günther (* 24. November 1891 in Bad Berka; † 4. Dezember 1954) war ein deutscher Parteifunktionär (SPD/KPD/KPO/SED) und Versicherungsdirektor.

## Leben
Günther absolvierte nach dem Besuch der Volksschule eine Lehre zum Heizungsmonteur. 1914 trat er der Gewerkschaft bei. 1917 wurde er Mitglied in der Sozialdemokratischen Partei Deutschlands (SPD) und wechselte 1919 zur Kommunistischen Partei Deutschlands (KPD). In Weimar wurde er Politischer Leiter des dortigen Unterbezirkes. In den innerparteilichen Auseinandersetzungen 1928/29 wurde er mit der ganzen Ortsgruppe Weimar aus der KPD ausgeschlossen und bildete mit seinen Genossen die örtliche Kommunistische Partei-Opposition (KPO).
Nach der Machtübernahme der NSDAP wurde er in „Schutzhaft“ genommen und von März 1935 bis 1937 in den Zuchthäusern von Gräfentonna und Halle inhaftiert. Im Rahmen der „Aktion Gitter“ wurde er im August 1944 erneut verhaftet, als die Schumann-Engert-Kresse-Gruppe zerschlagen wurde. Er kam in Gestapo-Haft in Weimar und im Landesgefängnis Ichtershausen.
Mit der Befreiung vom Nationalsozialismus im April 1945 wurde er Mitglied der KPD-Bezirksleitung Thüringen, spielte aber ab 1946 nur eine untergeordnete Rolle in der Parteihierarchie. Ab 1947 war er Verwaltungsdirektor der Sozialversicherungsanstalt Weimar und örtlicher SED-Funktionär.